# Tsubasa Imamura
Tsubasa Imamura (今村つばさ, Imamura Tsubasa) é uma cantora japonesa que ficou mais conhecida no Brasil após postar vídeos no YouTube cantando covers de músicas brasileiras.

## Carreira
Imamura gravou três álbuns solo. Em 2009 lançou um disco de regravações de músicas pop japonesas sob o nome Ra Moosh e em 2011, um DVD. Devido à sua popularidade no Brasil, em 2014 lançou um CD titulado Por Você, com três músicas exclusivas para o público brasileiro. Em 2013 foi destaque no Anime Jungle Party em Manaus, até então o maior evento dedicado à cultura pop japonesa, na Região Norte do Brasil. Em 2016 foi escolhida para participar da gravação da coletânea especial de 20 anos de Renato Russo.

## Discografia

### Álbuns de estúdio
- Ame no Yoru ni (2009)
- How to Fly (2012)
- Tsubasa (2018)

### Outros álbuns
- Taiyo no Sunamakura - Resort Cafe (2009)
- Ame no Yoru ni - Live at Bunka Hall Kanazawa (2010)
- Por Você (2014)